# George Smiley
George Smiley ist eine literarische Figur des britischen Schriftstellers John le Carré (1931–2020). Er ist die Hauptfigur der fünf Romane Schatten von gestern (Call for the Dead, 1961), Ein Mord erster Klasse (A Murder of Quality, 1962), Tinker Tailor Soldier Spy (1974), Eine Art Held (The Honourable Schoolboy, 1977) und Agent in eigener Sache (Smiley’s People, 1979) sowie eine Nebenfigur in den Romanen Der Spion, der aus der Kälte kam (The Spy Who Came in from the Cold, 1963), Krieg im Spiegel (The Looking Glass War, 1965), Der heimliche Gefährte (The Secret Pilgrim, 1990) und Das Vermächtnis der Spione (A Legacy of Spies, 2017). Mit Ausnahme von Ein Mord erster Klasse, einem klassischen Whodunit-Krimi, sind alle Bücher der Spionageliteratur zuzurechnen. Im Jahr 2024 setzte le Carrés Sohn Nick Harkaway die Reihe mit Smiley (Karla’s Choice) fort.
Smiley ist ein Agent des britischen Auslandsgeheimdienstes MI6, der in den Romanen am Cambridge Circus beheimatet ist und daher den Beinamen Circus (je nach Übersetzung auch Rondell) trägt. Im Verlauf der Romane steigt er bis zum Leiter des Circus auf. Smiley ist ein Antiheld. Er ist klein, dick, bebrillt, liebt deutsche Barocklyrik und führt eine unglückliche Ehe, in der er regelmäßig von seiner Frau Ann betrogen wird. Auf der anderen Seite zeichnet er sich durch die brillante Planung seiner Einsätze sowie seine Menschlichkeit aus, die ihn immer wieder in Konflikte mit der nachrichtendienstlichen Tätigkeit bringt. In Verfilmungen wurde die Figur von fünf Schauspielern dargestellt; am bekanntesten wurde die Interpretation von Alec Guinness in zwei Fernsehserien der BBC.

## Chronologie

### Vorgeschichte

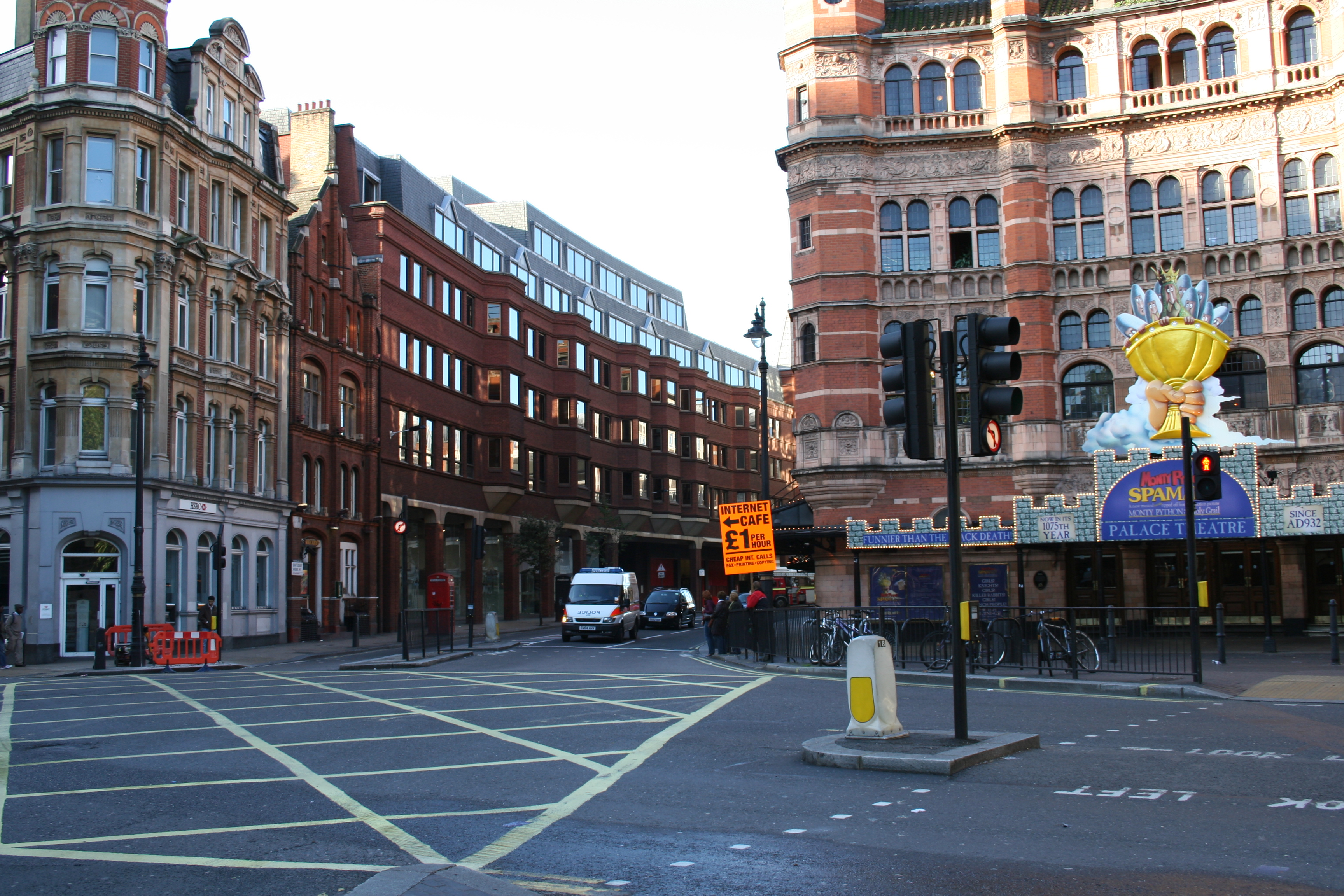
Cambridge Circus, die fiktive Heimat des MI6 in den Smiley-Romanen

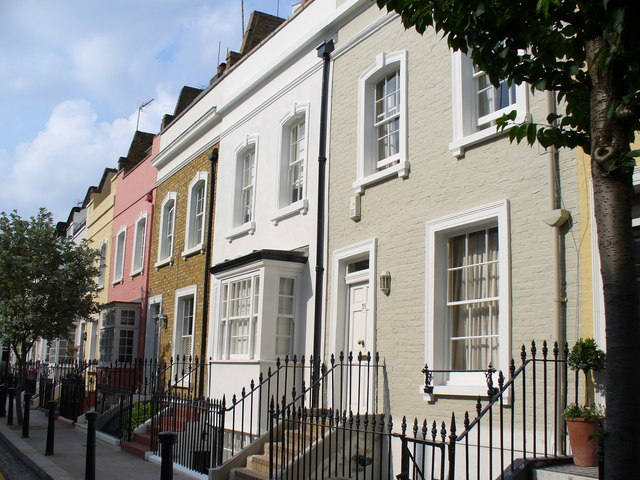
Bywater Street in Chelsea, Smileys Wohnort

Dem Roman Schatten von gestern ist Smileys Curriculum Vitae vorangestellt. Sein Geburtsdatum bleibt ungenannt, lässt sich jedoch auf ca. 1907 festlegen, in Der heimliche Gefährte wird es ins Jahr 1915 verschoben. Smiley entstammt einer bürgerlichen britischen Familie. Einen Teil seiner Kindheit verbrachte er im Schwarzwald in Deutschland. Er besuchte eine kleinere Public School und das Blackwells (in der BBC-Serie von 1982 Lincoln College, le Carrés tatsächliches College in Oxford), ein veraltetes College in Oxford, mit dem Ziel einer akademischen Karriere im Bereich der deutschen Barockliteratur. 1928 (in Tinker Tailor Soldier Spy wird das Datum auf 1937 verlegt, um Smileys Auftritte in den 1970er Jahren plausibler zu machen) wurde er, auf Empfehlung seines Lehrers, vom britischen Geheimdienst unter Leitung Steed-Aspreys angeworben. In dessen Auftrag sichtete er als Dozent an einer kleinen deutschen Universität potentielle britische Spione, während er zunehmende Verachtung für die Umtriebe der Nationalsozialisten und ihre Bücherverbrennungen entwickelte. In den Kriegsjahren spionierte er in der Tarnung eines Waffenhändlers in Schweden, der Schweiz und Deutschland, bis er 1943 als ausgebrannter Spion nach England zurückkehrte.
Nach dem Ende des Zweiten Weltkriegs heiratete Smiley zur allgemeinen Überraschung Lady Ann Sercomb(e), die schöne Sekretärin Steed-Aspreys, die im Gegensatz zu ihrem Mann aus einer gesellschaftlich hochangesehenen Familie stammte. Das Ehepaar bezog ein georgianisches Reihenhaus in Chelsea, Bywater Street 9. Zwei Jahre arbeitete er als Dozent in Oxford, bis ihn seine Frau 1947 zugunsten des kubanischen Rennfahrers Juan Alvida verließ. Smiley kehrte zurück zum Geheimdienst; ab 1951 war er bei der Spionageabwehr und warb auf Reisen in alle Welt Spione an. Der Dienst hatte sich inzwischen stark gewandelt. Maston, ein Karrierist und Weisungsempfänger des Außenministeriums, hatte den ehemals akademischen Führungszirkel beerbt. Zu alt für Agenteneinsätze gelangte Smiley bald aufs Abstellgleis.

### Schatten von gestern
Im Roman Schatten von gestern (Call for the Dead, 1961) quittiert Smiley den Dienst beim Circus, um den vermeintlichen Selbstmord Samuel Fennans, eines Beamten des britischen Außenministeriums, aufzuklären. Er enttarnt einen ostdeutschen Agentenring unter Leitung seines ehemaligen Studenten Dieter Frey, den er selbst einst zur Spionage führte. Während der Ermittlung wird Smiley von dem Agenten Peter Guillam und dem Polizeiinspektor Mendel unterstützt, die in der Folge zu seinen engsten Vertrauten werden.

### Ein Mord erster Klasse
In Ein Mord erster Klasse (A Murder of Quality, 1962) befindet sich Smiley noch immer außer Dienst. Auf Bitten einer früheren Kollegin untersucht er als privater Ermittler einen Mordfall in der Carne School in Dorset. Smiley blickt hinter die Fassade der britischen Eliteschule, die einst auch seine Frau Ann besuchte, und er überführt den Mörder einer Lehrersgattin.

### Der Spion, der aus der Kälte kam
In Der Spion, der aus der Kälte kam (The Spy Who Came in from the Cold, 1963) erscheint Smiley zum ersten Mal in der Rolle des undurchsichtigen Strippenziehers für den Circus und dessen Leiter Control. Vorgeblich missbilligt er die Aktion, in der ein britischer Agent namens Alec Leamas einen Überläufer markieren soll, um Hans-Dieter Mundt auszuschalten, den Chef der DDR-Gegenspionage. Scheinbar bringt er das Komplott gegen Mundt sogar durch sein Mitgefühl mit Leamas’ Geliebter in Gefahr. Es stellt sich jedoch heraus, dass dieses Verhalten Smileys Teil eines viel komplexeren Plans war, welcher sich in Wahrheit nicht gegen Mundt, sondern gegen dessen internen Konkurrenten Josef Fiedler richtete.

### Smiley
Der Roman Smiley (Karla’s Choice, 2024) von le Carrés Sohn Nick Harkaway ist zwischen Der Spion, der aus der Kälte kam und Tinker Tailor Soldier Spy angesiedelt. Smiley hat nach den Ereignissen um Alec Leamas den Dienst quittiert, kehrt aber vorübergehend zurück, um nach einem verschwundenen ungarischen Emigranten zu suchen, der sich als russischer Spion entpuppt und eine Verbindung zu Smileys späterem Gegenspieler Karla hat. Am Ende lehnt Karla Smileys Vorschlag eines Gentlemen’s Agreement ab, und dieser kehrt im Wissen um die Skrupellosigkeit seines Kontrahenten dauerhaft in den Circus zurück, um ihm das Handwerk zu legen.

### Krieg im Spiegel
Auch in Krieg im Spiegel (The Looking Glass War, 1965) ist Smiley nur am Rande beteiligt, doch er ist wieder fester Mitarbeiter des Circus. Mit wachsender Skepsis beobachtet er die Versuche des konkurrierenden Inlandsgeheimdienstes, einen britischen Spion in die DDR einzuschleusen, um Aufklärung über eine vermutete Stationierung von Raketenwaffen zu erhalten. Obwohl er das doppelte Spiel seines Vorgesetzten Control durchschaut, stellt er sich am Ende in den Dienst der Sache.

### Tinker Tailor Soldier Spy
Tinker Tailor Soldier Spy (1974, auch als Dame, König, As, Spion bekannt) ist der Auftakt der so genannten Karla-Trilogie (englisch: The Quest for Karla), die sich um Smileys Kampf gegen den sowjetischen Geheimdienstchef mit dem Decknamen Karla dreht. Nach Controls Tod scheidet auch Smiley aus dem Circus aus, der nun von einem Kleeblatt unter der Leitung Percy Allelines angeführt wird. Doch als sich die Gerüchte verdichten, ein sowjetischer Maulwurf habe sich im innersten Zirkel des Circus eingenistet, übernimmt Smiley auf Bitten des Ministeriums die geheime Untersuchung. Am Ende entlarvt er einen doppelten Verräter, der nicht nur im Auftrag Karlas die Aktionen des Circus sabotiert, sondern auch eine Affäre mit Smileys Frau Ann hat.

### Eine Art Held
Nach der Enttarnung des Maulwurfs übernimmt Smiley selbst in Eine Art Held (The Honourable Schoolboy, 1977) die Leitung des zerrütteten Circus, den er von Grund auf neu aufbauen muss. Ein erster erfolgreicher Gegenschlag gegen den sowjetischen Geheimdienstchef Karla gelingt in Hongkong. Dennoch muss Smiley im Moment seines Triumphs die Leitung des Circus Saul Enderby überlassen, der über bessere Kontakte zum Ministerium und zu den amerikanischen Verbündeten verfügt. Mit Smiley werden auch all seine Weggefährten kaltgestellt. Von seiner untreuen Ehefrau trennt er sich endgültig.

### Agent in eigener Sache
In Agent in eigener Sache (Smiley’s People, 1979) stößt der pensionierte Smiley nach dem Mord an einem estnischen Agenten noch einmal auf eine Spur Karlas. Zum ersten Mal zeigt der unnahbare sowjetische Geheimdienstchef Gefühle und damit eine Schwäche, als er einer jungen Russin ohne Wissen des Kremls eine Tarnidentität im westlichen Ausland aufbaut. Ohne Unterstützung des Circus ermittelt Smiley auf eigene Faust. Der Sturz des Widersachers wird zu seinem persönlichen Triumph, doch im Verlauf der Auseinandersetzung haben sich die Mittel der beiden Kontrahenten zunehmend angenähert.

### Der heimliche Gefährte
Der Roman Der heimliche Gefährte (The Secret Pilgrim, 1990) setzt nach dem Ende des Kalten Krieges ein. Smiley, inzwischen zur Legende geworden, leitet das Komitee für Angelrecht, eine informelle Arbeitsgruppe zwischen sowjetischem und britischem Geheimdienst. Er hält eine Rede vor Rekruten der Agentenschule in Sarratt, in der er für den britischen Geheimdienst neue Herausforderungen in einer veränderten Weltordnung prophezeit.

### Das Vermächtnis der Spione
Im Roman Das Vermächtnis der Spione (A Legacy of Spies, 2017) wird Smiley, der sich nach seiner Pensionierung in Freiburg im Breisgau niedergelassen hat, durch seinen ehemaligen Freund und Mitarbeiter Peter Guillam noch einmal mit seiner Vergangenheit konfrontiert, insbesondere mit der misslungenen „Operation Windfall“ aus Der Spion, der aus der Kälte kam. Smiley verteidigt sich, dass er all seine Taten nicht im Namen des Weltfriedens, des Kapitalismus oder des Christentums begangen habe, nicht einmal für England, sondern stets für Europa, für das er sich ein neues Zeitalter der Vernunft erhofft.

## Beschreibung

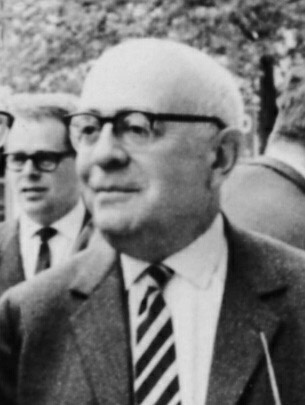
Theodor W. Adorno (1964), mit dem Rudi Kost Smiley in seiner Biografie illustrierte

In der einleitenden Beschreibung von Schatten von gestern heißt es über Smiley: „Klein, dick und von ruhiger Gemütsart schien er eine Menge Geld für wirklich miserable Anzüge auszugeben, die auf seinem viereckigen Gestell wie die Haut einer verschrumpelten Kröte wirkten.“ Seine Frau Ann belegt ihren „direkt atemberaubend gewöhnlichen“ Ehemann mit dem Spitznamen „Frosch“. Im Circus erwirbt er sich wegen seines gekrümmten Ganges und seiner zwinkernden Kurzsichtigkeit den Beinamen „Maulwurf“, seine Sekretärin nennt ihn „Teddybär“, andere Kollegen „Eule“. Seine Bewegungen wirken unbeholfen, er wird leicht rot und zeigt verschiedene Ticks, so ein nervöses Zucken des Augenlids und das häufige Putzen seiner dicken Brille mit der Krawatte.
Smileys Auftreten ist ruhig, ernst und förmlich und wird von einer großen Schüchternheit überlagert. Er ist vernunftbestimmt und bemüht sich, seine Gefühle unter Kontrolle zu halten. Nur in extremen Situationen ist ihm ein verhaltener Gefühlsausbruch anzumerken, wenn er zu zittern beginnt und sich nicht mehr klar auszudrücken vermag. Im Mittelpunkt seines Gefühlslebens steht seine Frau Ann, neben der es in Smileys Leben keine andere Frau gegeben zu haben scheint. Dies kann man von Ann nicht sagen, die ihren Mann wiederholt betrügt und für längere Phasen verlässt. Immerhin bekennt sie, „daß es Smiley sein würde, wenn es nur einen einzigen Mann in ihrem Leben gäbe“. Erst als sie mit einem Kollegen fremdgeht, der sich als russischer Spion entpuppt, kann auch Smiley ihr nicht länger verzeihen und lebt fortan alleine im gemeinsamen Haus in der Bywater Street im Londoner Stadtteil Chelsea. Neben Ann gilt Smileys Leidenschaft der deutschen Literatur des siebzehnten Jahrhunderts und namentlich Dichtern wie Gryphius, Grimmelshausen, Lohenstein und Olearius. Er besucht einen englischen Club, der einst von Steed-Asprey gegründet wurde und keine neuen Mitglieder aufnimmt.
Unbestritten ist Smileys fachliche Brillanz. Schon während des Krieges gilt er im Circus als „der Klügste und vielleicht der Seltsamste von ihnen allen.“ Im Laufe seiner Karriere erwirbt er sich den Respekt seiner Kollegen und Untergebenen und erlangt nach seiner Pensionierung den Ruf einer Legende. Smiley liebt an seinem Beruf die Möglichkeit „akademischer Exkursionen in das Mysterium menschlichen Verhaltens, die sich aus der praktischen Anwendung seiner eigenen Schlüsse ergaben.“ Die geheimdienstliche Tätigkeit führt jedoch auch zu einem Rückzug von zwischenmenschlichen Kontakten und einer Furcht vor Falschheit, die Smiley kompensiert, indem er sich bemüht, „die Regeln der Menschlichkeit mit peinlichster Objektivität“ einzuhalten. Dabei beweist er immer wieder Tugenden wie Anstand, Liebenswürdigkeit, Mitgefühl und Integrität.

## Analyse
George Smiley ist ein Antiheld, ein Nicht-Held oder der Typ des modernen Helden des 20. Jahrhunderts. Zwar trägt er gewisse Züge des klassischen Helden, doch wirkt er in seinem beständigen Kampf für eine verlorene Sache laut Helen S. Garson eher wie ein Prinz, der ewig im Frosch gefangen bleibt. Smiley bildet einen vollkommenen Gegensatz zu den klassischen Protagonisten der Spionageliteratur wie James Bond. Zwar bestritt le Carré die Absicht eines Gegenentwurfs zu Ian Flemings Agenten, doch sah er in dessen Romanen ein „absolutes Zerrbild der Realität“, eine „Absurdität“ und „Obszönität“. Die Figur Bonds sei in ihrem hartgesottenen Zynismus gegenüber jeder Form von moralischer Verpflichtung „die ultimative Prostituierte. Er ersetzt Liebe durch Technik.“ Obwohl Smiley differenzierter gezeichnet ist und in seinem Privatleben zahlreiche Schwächen offenbart, erweist auch er im professionellen Einsatz die übermenschlichen Fähigkeiten eines Masterminds; sein Widersacher Karla wird ebenso ins Mythische gesteigert wie ihre Auseinandersetzung, die nicht nur dem Titel nach Anklänge an die Suche nach dem Heiligen Gral weckt.
Smileys Heldentum liegt laut Myron J. Aronoff in seinem Balanceakt zwischen widerstrebenden Loyalitäten, insbesondere zwischen gegensätzlichen ethischen und politischen Geboten. Er ist ein Intellektueller, der durch seinen Beruf zum Handeln gezwungen wird, ein Humanist, dessen Taten Schaden anrichten und den Tod von Unbeteiligten nach sich ziehen. Obwohl er ein Spion ist, bleibt er dennoch ein Mensch. David Caute nennt ihn einen Profi, der im Herzen Amateur geblieben ist, gleichzeitig Player und Gentleman. In Eine Art Held spricht Smiley sein zentrales Dilemma selbst aus: „Inhuman sein, um unsere Humanität zu verteidigen, brutal sein, um unsere Barmherzigkeit zu verteidigen, einseitig sein, um unsere Vielfalt zu verteidigen“. Für Aronoff liegt in solchen Paradoxien das grundlegende Problem von Demokratien im Umgang mit Spionage und Politik. Zwar biete le Carré keine Lösung an, er schärfe aber die Wahrnehmung seiner Leser und biete in der Figur Smileys ein Vorbild zur Bewältigung an.
Weltanschaulich steht Smiley jeder Form von „-ismus“ fern, da – wie le Carré begründet – jede politische Ideologie nur dazu verführe, die humanitären Instinkte zu verleugnen. Sein Credo formuliert Smiley am Ende seiner Karriere in Der heimliche Gefährte: „Mich hat immer nur der Mensch interessiert […] Ideologien haben mich nie im geringsten interessiert, es sei denn, sie waren wahnsinnig oder bösartig. Institutionen waren mir niemals so wichtig wie die in ihnen wirkenden Menschen, und Taktik war für mich immer nur eine Ausrede dafür, daß man keine Gefühle hatte. Dem Menschen, nicht der Masse, gehört unser Beruf.“ Smiley ist laut Lynn Beene ein „liberaler Humanist“, der beständig seinen Humanismus hinterfragen muss. Sein Individualismus ist laut David Monaghan prägend für sein Engagement gegen Nationalsozialismus und Kommunismus. Für Adam Rothberg verkörpert Smiley traditionelle britische Werte, und seine Vita spiegelt den Niedergang des britischen Imperiums. Am Ende ist Smiley desillusioniert; sein früherer Patriotismus und seine Loyalität gegenüber Institutionen haben sich aufgelöst. Er weigert sich, den persönlichen und politischen Verrat länger hinzunehmen, und glaubt nur noch an eigene Normen und Ideale.

## Vorbilder

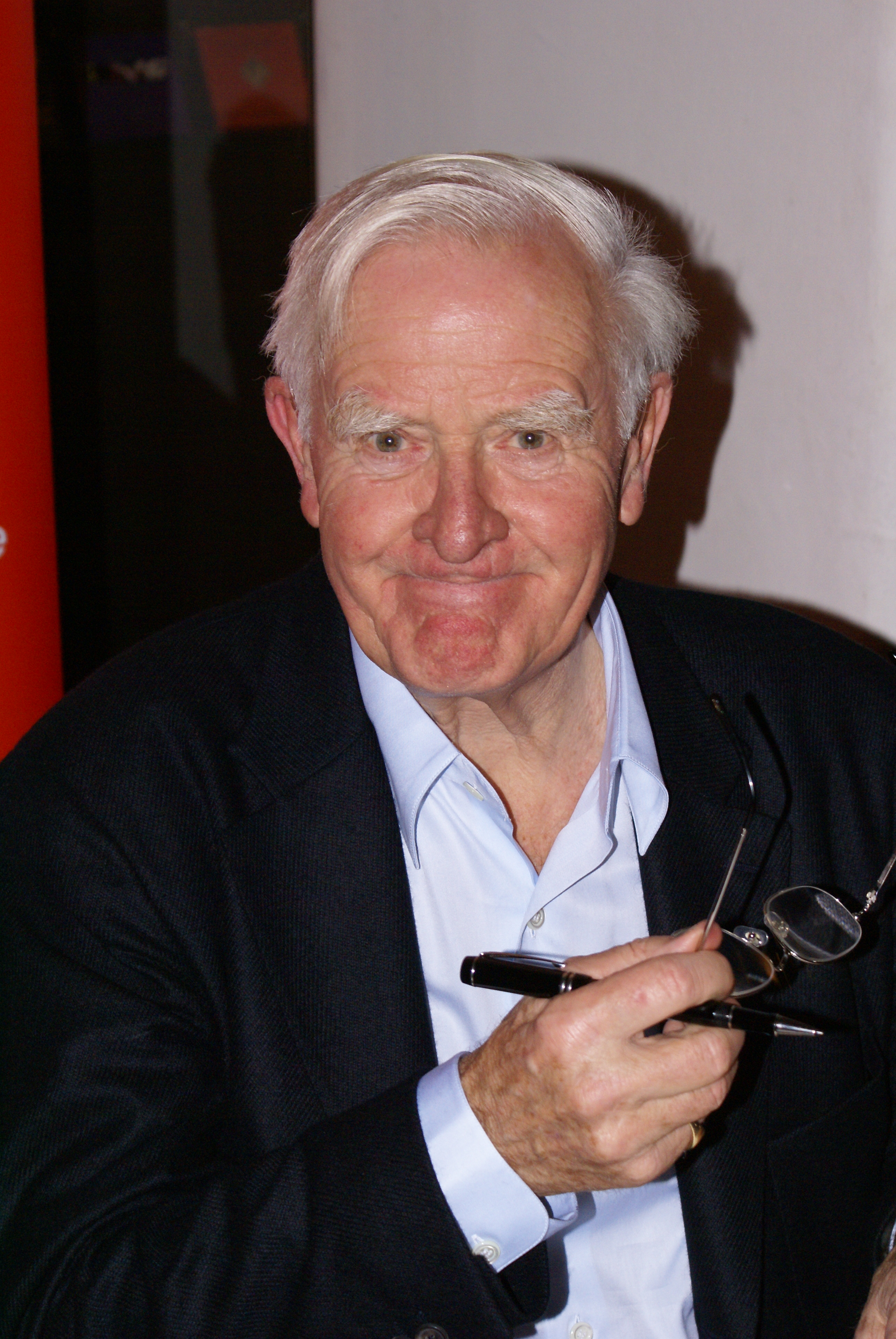
John le Carré (2008)

In einem TV-Interview mit Charlie Rose gab le Carré 1993 an, seine Figur George Smiley basiere auf zwei Vorbildern: Vivian Greene, seinem Tutor am Lincoln College in Oxford, sowie John Bingham, einem ehemaligen Mitarbeiter des britischen Inlandsgeheimdienstes MI5 und späteren Schriftsteller. In einem Vorwort zu einer Neuausgabe eines Kriminalromans von John Bingham schrieb er: „Keiner, der John und seine Arbeit kannte, hätte die Beschreibung von Smiley in meinem ersten Roman nicht erkennen können.“ Daneben habe jedoch auch le Carrés eigene Person als Vorlage gedient. Im Vorwort zu Call for the Dead aus dem Jahr 1992 führte er weiter aus, dass er Smiley Greenes große Klugheit und Binghams Einfallsreichtum und seinen Patriotismus mitgeben wollte. Dennoch sei jede literarische Figur ein Amalgam aus unterschiedlichen Quellen, die in der Vorstellungskraft des Schriftstellers so lange bearbeitet werden, bis sie am Ende stärker an sein eigenes Wesen erinnere als an irgendjemanden sonst. An anderer Stelle bekundete er, er teile mit Smiley die Schüchternheit, den ausgeprägten Wunsch nach Anonymität und die gemeinsame Tätigkeit als Nachrichtenoffizier und Deutschlehrer. Smiley sei auch eine Vaterfigur für ihn, doch eine, die in völligem Gegensatz zu seinem leiblichen Vater stehe.
In der Öffentlichkeit wurde spekuliert, der Nachname könne dem britischen Nachrichtendienstoffizier Colonel David Smiley entlehnt worden sein. Und insbesondere der ehemalige Geheimdienstchef Maurice Oldfield, der dem MI6 von 1973 bis 1978 vorstand, wurde immer wieder mit Smiley in Verbindung gebracht. Le Carré bestritt dieses Gerücht wiederholt. Allerdings war er gemeinsam mit Alec Guinness in Vorbereitung zur BBC-Verfilmung Tinker Tailor Soldier Spy mit Oldfield zusammengetroffen, und der Schauspieler übernahm einige von dessen Verhaltensmustern in der Verfilmung. Für le Carré blieb Guinness’ Spiel eine „unschlagbare Verkörperung“ Smileys. Die Aneignung seiner Schöpfung durch Guinness und das Fernsehpublikum verstellte dem Autor jedoch auch den eigenen Zugang zur Figur und trug dazu bei, dass le Carré in Agent in eigener Sache mit Smiley abschloss.

## Verfilmungen
Die Rolle des George Smiley wurde von insgesamt fünf Schauspielern in britischen Film- und Fernsehproduktionen verkörpert. Der erste Smiley-Darsteller war der als Maigret bekannt gewordene Rupert Davies in Der Spion, der aus der Kälte kam (1965). Er spielte neben Richard Burton als Alec Leamas nur eine Nebenrolle. Ein Jahr später folgte Anruf für einen Toten, die Verfilmung von Schatten von gestern mit James Mason in der Hauptrolle, die allerdings in Charles Dobbs umbenannt wurde. 1979 und 1982 spielte Alec Guinness George Smiley in zwei BBC-Fernsehserien nach den Romanen Tinker Tailor Soldier Spy und Agent in eigener Sache. 1991 reihte sich Denholm Elliott in der TV-Produktion Der Mörder mit den Silberflügeln nach dem Krimi Ein Mord erster Klasse in die Darstellerriege ein. 2011 übernahm Gary Oldman die Rolle Smileys in der Neuverfilmung Dame, König, As, Spion.

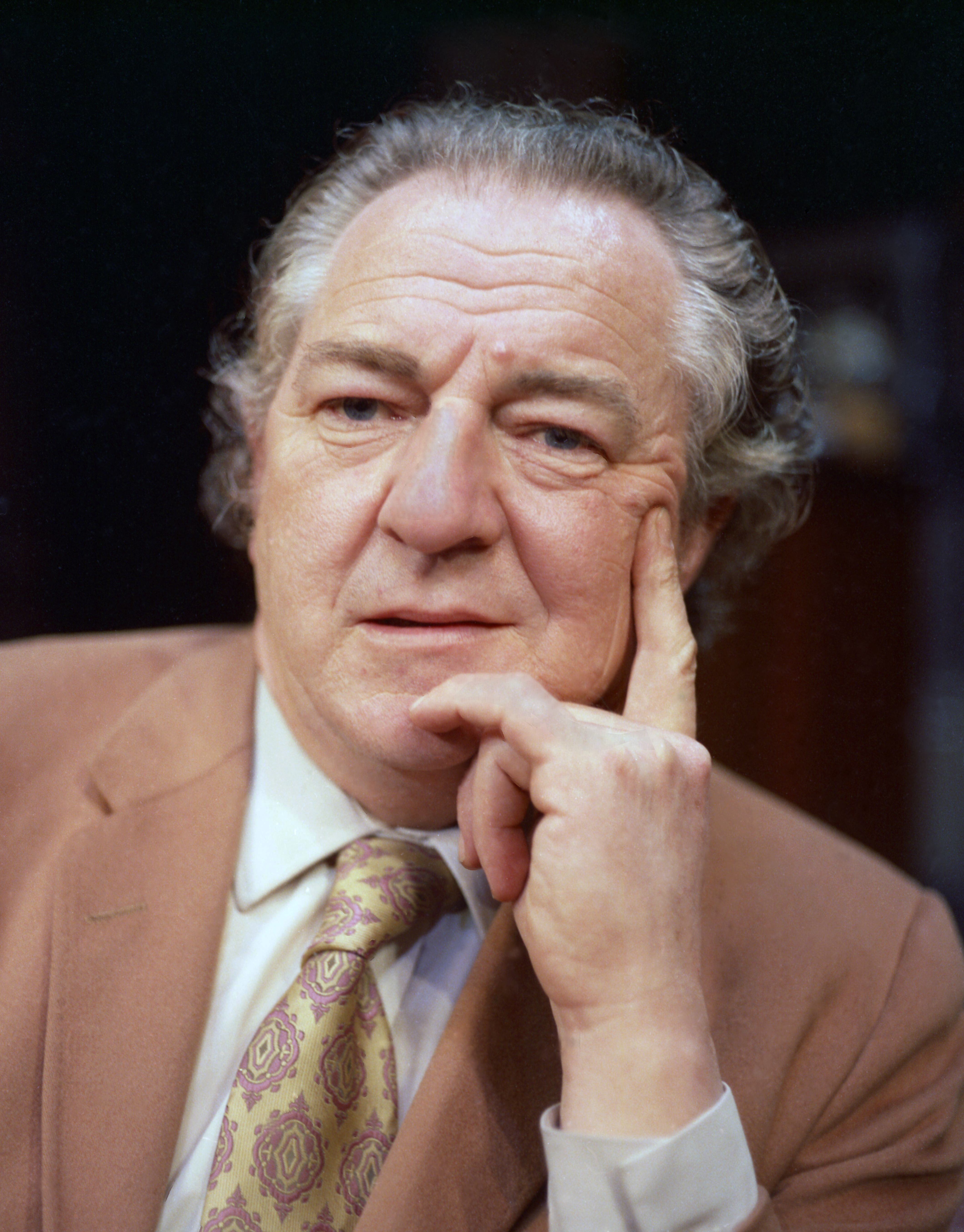
Rupert Davies (ca. 1962)
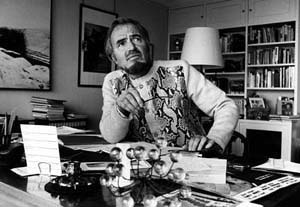
James Mason (1971)
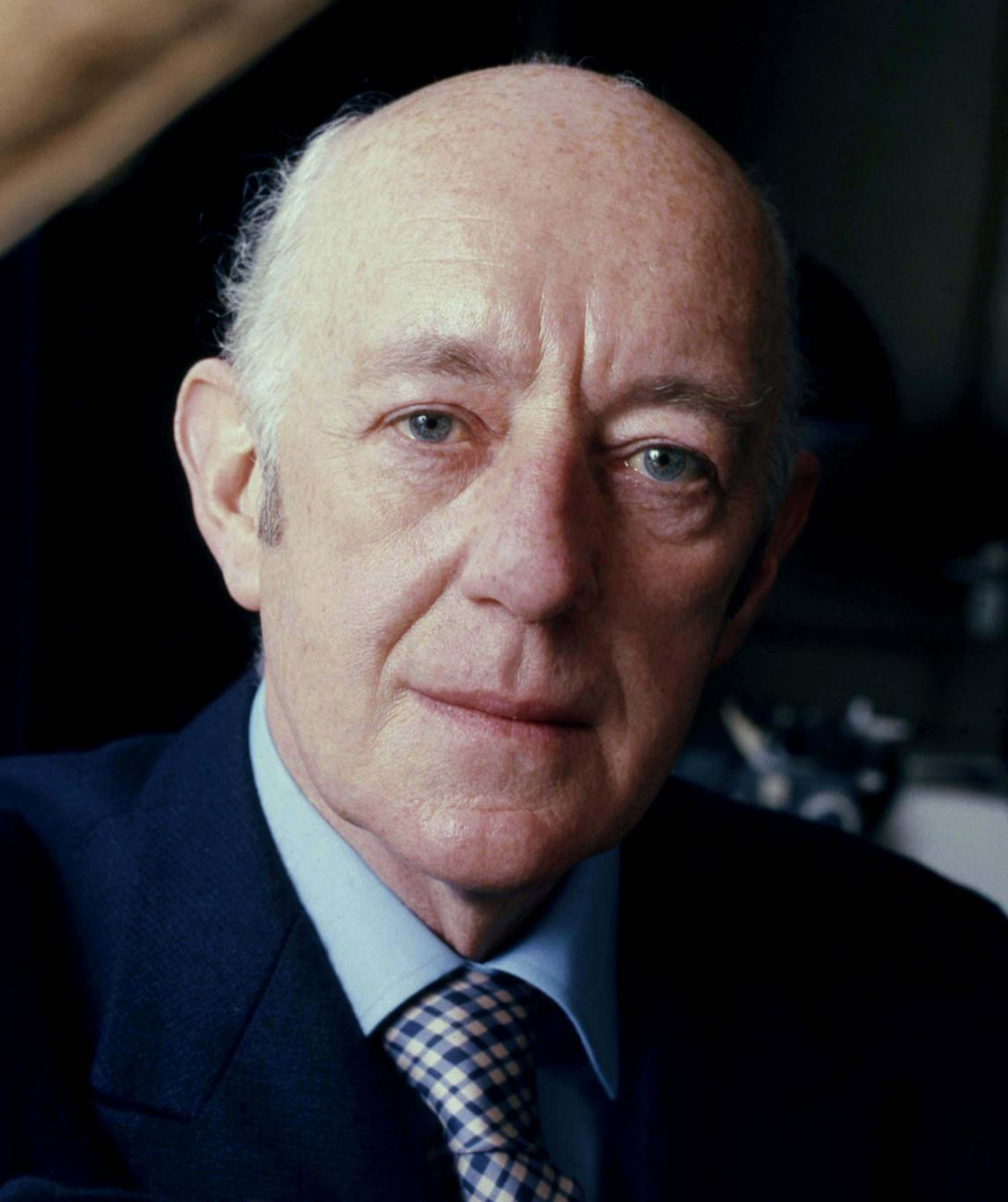
Alec Guinness (1972)
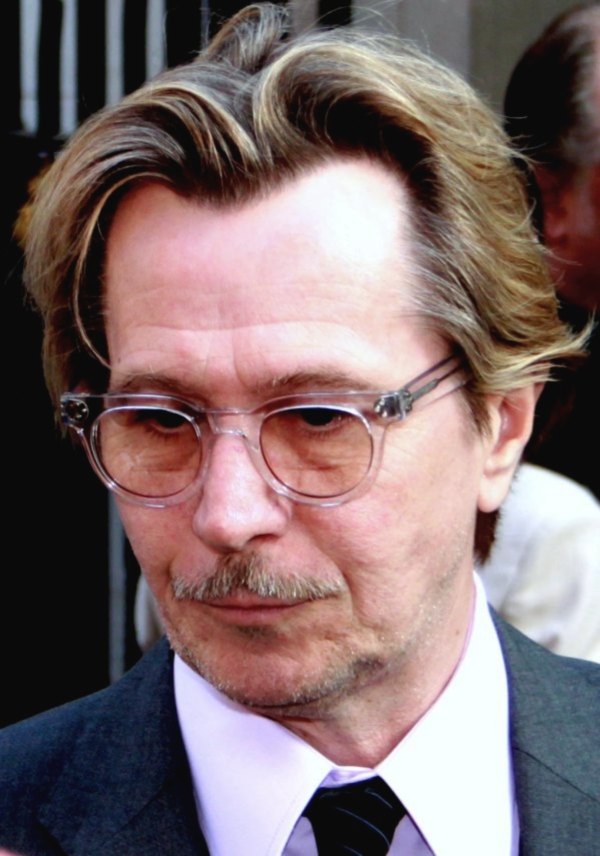
Gary Oldman (2011)

## Rezeption
Als David C. Jewitt und Jane Luu das erste transneptunische Objekt mit der provisorischen Designation (15760) 1992 QB1 im Kuipergürtel entdeckten, wollten sie es nach le Carrés Helden Smiley benennen. Allerdings gab es bereits einen nach einem amerikanischen Astronomen benannten Asteroiden 1613 Smiley, weshalb (15760) Albion lange Zeit unbenannt blieb.